# تل گل گوهری
تل گل گوهری مربوط به سده‌های میانه دوران‌های تاریخی پس از اسلام است و در شهرستان بیضا، بخش بیضا، دهستان بانش، بین زمینهای زراعتی روستای هفت خوان واقع شده و این اثر در تاریخ ۲۳ بهمن ۱۳۸۵ با شمارهٔ ثبت ۱۷۲۳۵ به‌عنوان یکی از آثار ملی ایران به ثبت رسیده است.